# Centrodora mireyae
Centrodora mireyae is een vliesvleugelig insect uit de familie Aphelinidae. De wetenschappelijke naam is voor het eerst geldig gepubliceerd in 1981 door De Santis.